# Pseudoterpna lesuraria
Pseudoterpna lesuraria là một loài bướm đêm trong họ Geometridae.